# Agrilinellus chiapasensis
Agrilinellus chiapasensis är en skalbaggsart som beskrevs av Galante, Stebnicka och Verdu 2003. Agrilinellus chiapasensis ingår i släktet Agrilinellus och familjen Aphodiidae. Inga underarter finns listade i Catalogue of Life.